# Strigolaktony

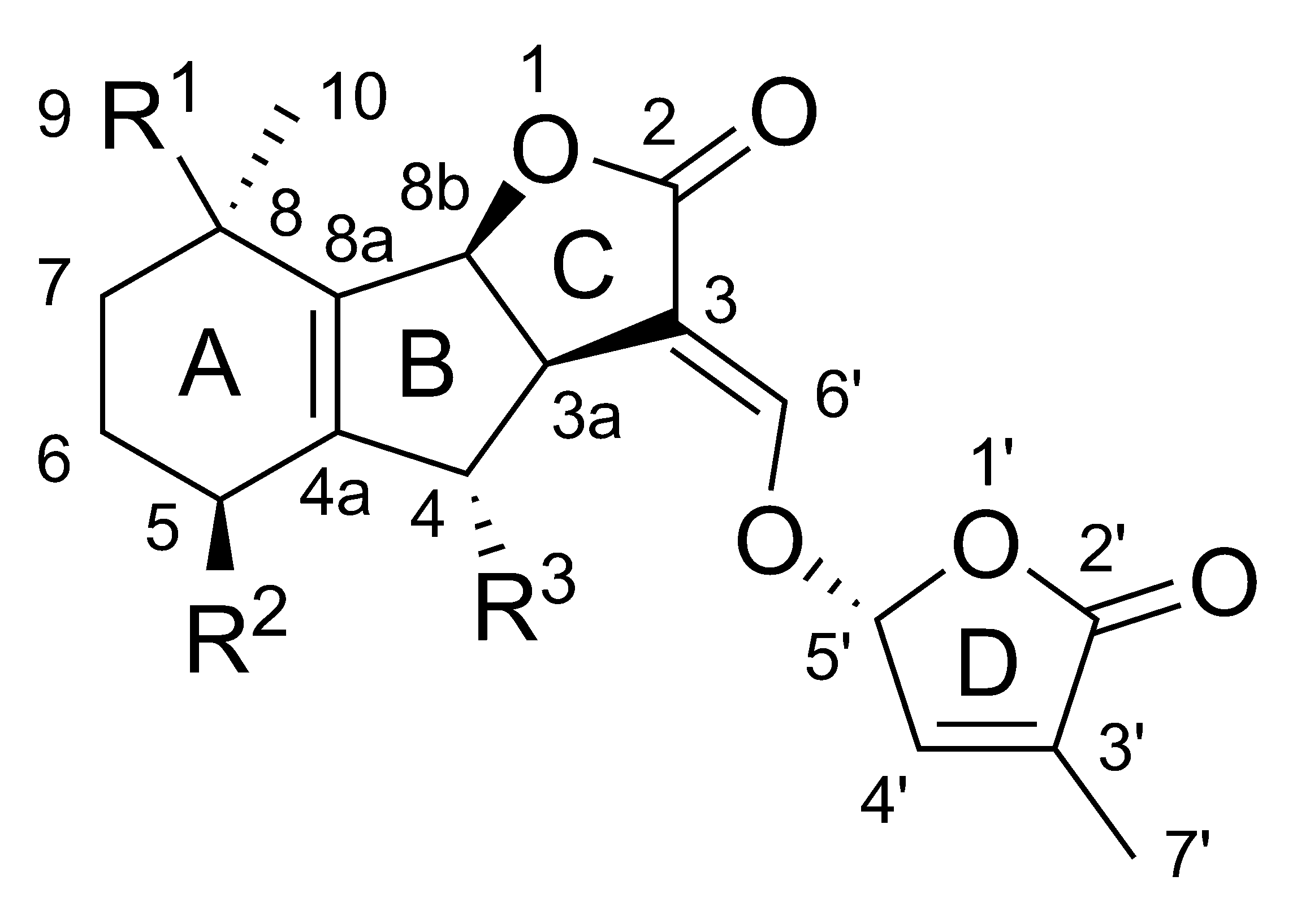
Ogólna struktura chemiczna oraz numeracja atomów węgla strigolaktonów

Strigolaktony – grupa organicznych związków chemicznych działających jako regulatory wzrostu i rozwoju roślin. Ta grupa związków to pochodne karotenoidów, zawierające labilne wiązanie laktonowe. Wykazano, że strigolaktony wraz z cytokininami i auksynami wpływają na rozgałęzianie pędów roślin, pełnią więc funkcję fitohormonów. Wydzielane do gleby stymulują wzrost i rozgałęzienie strzępek arbuskularnych grzybów mikoryzowych oraz stymulują kiełkowanie nasion roślin pasożytniczych z rodzaju Striga i Orobanche.

## Wpływ na nasiona roślin pasożytniczych
Pierwotnie strigolaktony zidentyfikowano jako związki, które stymulowały kiełkowanie nasion roślin pasożytniczych z rodzaju Striga. Od nazwy tego rodzaju pochodzi pierwszy człon w słowie strigolaktony. Rośliny pasożytnicze atakują wiele gatunków roślin dzikich i uprawnych. W niektórych częściach świata powodują poważne straty w uprawach. Jedna roślina może wytworzyć do 500 tys. nasion, które są w stanie przetrwać w glebie przez wiele lat. Ponieważ nasiona są bardzo małe, kiełkujący pasożyt rośnie tylko kilka milimetrów i w takiej odległości musi znaleźć się roślina żywicielska. Chemicznym sygnałem pobudzającym kiełkowanie wielu gatunków roślin pasożytniczych są strigolaktony. Ich obecność w glebie oznacza, że w pobliżu znajdują się korzenie, z których pasożyt będzie mógł pobierać substancje niezbędne do życia.

## Wpływ na rozgałęzianie pędów
Strigolaktony wydzielane są w korzeniach roślin i transportowane do pędów. Biosynteza tych fitohormonów jest zależna od warunków środowiska. Produkcja jest większa w sytuacji, gdy stężenie fosforanów w glebie jest ograniczone. W pędzie strigolaktony hamują wytwarzanie nowych pąków i rozgałęzień. W ten sposób na rozgałęzianie pędów wpływają nie tylko cytokininy i auksyny, lecz też strigolaktony.

## Rola w mikoryzie
Strigolaktony biorą udział w chemicznej komunikacji między korzeniami roślin a arbuskularnymi grzybami mikoryzowymi. W związki mikoryzowe wchodzi około 80% roślin lądowych. Niektóre z grzybów są bezwzględnymi symbiontami i rozwijają się tylko we współpracy z korzeniami roślin. Strzępki grzyba, połączone z korzeniami rośliny, dostarczają składników pokarmowych takich jak woda, azotany, fosforany i inne. W zamian od rośliny otrzymują węglowodany wytworzone w procesie fotosyntezy. Niedobór fosforu lub azotu powoduje zwiększenie produkcji i wydzielania 5-deoksystrigolu. Strigolaktony wydzielane do gleby powodują rozwój i rozgałęzianie strzępek grzybów mikoryzowych. W efekcie wzrostu strzępek grzybni w kierunku korzeni rośliny dochodzi do połączenia z organizmem roślinnym.